# 符卫
符卫（？—1205年），字卫卿，南宋政治人物，余姚（今浙江省余姚市）人。

## 生平
出生余姚符姓世家，是符承谋的六世孙。父亲符必达，是一方名贤，好善乐施，被朝廷恩赐冠带善人，诰封刑部郎中。妻为盩厔（今陕西省周至）县令赵国臣仲女。
宋宁宗庆元五年己未科（1199年）会试，符卫考中进士。曾担任四川浦江县令，官至刑部侍郎。封奉直大夫、中直大夫。
在京城（今杭州）寓居时，大臣韩侂胄专权，有人告发他。符卫说，趋附权要以图富贵，不是自己志愿，并且侮辱先人。

## 著作
有遗文：
- 《诰授奉直大夫惟明公行状》
- 《中直大夫守顺公赞》